# 莫阿斯卡
莫阿斯卡（義大利語：Moasca），是意大利阿斯蒂省的一个市镇。总面积4.14平方公里，人口461人，人口密度111.4人/平方公里（2009年）。ISTAT代码为005063。